# 함안 파산 봉수대
함안 파산 봉수대(咸安 巴山 烽燧臺)는 대한민국 경상남도 함안군 여항면에 있는 조선시대의 봉수대이다. 1999년 8월 6일 경상남도의 기념물 제220호로 지정되었다.

## 현지 안내문
함안군 여항면 주동리, 내곡리 일원에 위치한 함안 파산봉수대는 함안의 진산인 여항산 동쪽에 마주한 파산, 일명 봉화산(해발 675.5m) 정상부에 위치해 있다.
조선 전기에 축조되어 후기까지 경상도 방면의 직봉(直烽) 2로 중 간봉(間烽) 2로로서 기능을 수행하였으며, 진해의 가을포봉수를 받아 의령의 가막산봉수에 연결되었다.
함주지에 의하면 연대 1, 연굴 5, 화덕 1, 망덕 1개의 봉수시설이 있었다고 기록하고 있으나 현재 연대1, 건물터 2곳만 확인되고 있다.

## 같이 보기
- 창원 가을포 봉수대
- 의령 가막산 봉수대

## 참고 자료
- 함안 파산 봉수대 - 국가유산청 국가유산포털